# Asplenium octoploideum
Asplenium octoploideum is een varen uit de streepvarenfamilie (Aspleniaceae). Het is een endemische soort voor de Canarische Eilanden.
De varen is nauw verwant met de schubvaren (Asplenium ceterach) maar kan wat groter worden.

## Naamgeving enetymologie
- Synoniem: Ceterach aureum subsp. parvifolium Gibby and Lovis (1989)

De botanische naam Asplenium is afgeleid van het Oudgriekse ἄσπληνον, asplēnon (miltkruid). De soortaanduiding octoploideum slaat op de octoploïdie van deze soort.

## Kenmerken
Asplenium octoploideum is een kleine, groenblijvende varen met diep gelobde tot eenmaal geveerde bladen. De bladslipjes zijn aan de bovenzijde matgroen en lederachtig, en aan de onderzijde dicht bedekt met zilver- of goudkleurige harige schubben of paleae. De blaadjes lijken op die van de schubvaren, maar kunnen iets groter worden.
De streepvormige sporenhoopjes liggen op de onderzijde van het blad in een schuine hoek tussen de bladrand en de hoofdnerven van het blad, aanvankelijk verborgen onder de paleae.

## Fylogenie
A. octoploideum maakt deel uit van een complexe stamboom waarin een aantal Asplenium-soorten van het ondergeslacht (vroeger geslacht) Ceterach. Het is een allooctoploïde soort (2n=288), een hybride van Asplenium aureum en de gewone schubvaren (Asplenium ceterach), beide tetraploïde soorten met twee sets chromosomen (2n=144). 
Daarnaast bestaan er aanwijzingen dat de allohexaploide Asplenium lolegnamense, een soort van Madeira, ontstaan is door een nieuwe hybridisatie van A. aureum en A. octoploideum.

## Habitat, verspreiding en voorkomen
Asplenium octoploideum is een lithofytische varen die vooral voorkomt op beschaduwde rotswanden en op verweerde vulkanische lava in de hooglanden. 
Het is een endemische soort voor  de Canarische Eilanden, waar ze voorkomt op Tenerife en La Palma. 

## Verwante en gelijkende soorten
Asplenium octoploideum kan verward worden met alle hier genoemde en nauw verwante soorten van het geslacht Asplenium ondergeslacht Ceterach, vooral omdat er voor het oog geen eenduidig onderscheidende kenmerken zijn. Het grootteverschil van A. octoploideum ten opzichte van A. ceterach is enkel relatief. Het enige absolute kenmerk is de lengte van de exosporen. 
... · 
A. adiantum-nigrum (Zwartsteel) · 
A. adulterinum · 
A. aethiopicum · 
A. ×alternifolium · 
A. anceps · 
A. aureum · 
A. azoricum · 
A. billotii (Lancetvormige streepvaren) · 
A. bulbiferum · 
A. ceterach (Schubvaren) · 
A. cuneifolium · 
A. filare · 
A. fissum · 
A. fontanum (Genaalde streepvaren) · 
A. foreziense (Forez-streepvaren) · 
A. hemionitis · 
A. jahandiezii · 
A. lepidum · 
A. lolegnamense · 
A. majoricum · 
A. marinum (Zeestreepvaren) · 
A. nidus (Nestvaren) · 
A. obovatum · 
A. octoploideum · 
A. onopteris · 
A. petrarchae · 
A. ruta-muraria (Muurvaren) · 
A. scolopendrium (Tongvaren) · 
A. seelosii · 
A. septentrionale (Noordse streepvaren) · 
A. trichomanes (Steenbreekvaren) · 
A. trichomanes subsp. coriaceifolium · 
A. trichomanes subsp. pachyrachis · 
A. trichomanes subsp. quadrivalens · 
A. trichomanes subsp. trichomanes · 
A. viride (Groensteel) · 
A. viviparum · 
...